# 中村春菊
中村 春菊（なかむら しゅんぎく、1980年（昭和55年）12月13日）は、日本の漫画家である。血液型はO型。主にボーイズラブ漫画を執筆している。

## 経歴
1998年に『東山道転墜異聞』で商業デビュー。
全体的に時代物を扱う漫画が多かったが、2002年からは季刊雑誌「CIEL TresTres」（角川書店）で現代が舞台となった『純情ロマンチカ』の連載を開始した。同作品はヒット作となりテレビアニメ化もされた。第3期の制作も決定されている。
2002年から初の少年漫画『√W.P.B.』を「Gファンタジー」で連載していた。2006年に角川出版社から刊行されている雑誌「The Ruby」で『世界一初恋』を連載、同作品は2011年よりOVA及びU局系にてテレビアニメ化された。

## 作品

### コミック
- 東山道転墜異聞（全2巻）
- 月は闇夜に隠るが如く
- 満月物語
- 海ニ眠ル花（全5巻）
- 純情ロマンチカ（既刊29巻）
- Hybrid Child
- √W.P.B.（全2巻）
- HARD&LOOSE（コミックス未収録）
- 世界一初恋（既刊19巻）

### イラスト
- 誰が袖（火崎勇、アクアノベルズ）
- 永遠少年（剛しいら、プリズム文庫）
- 料亭遊戯（飛田もえ、オヴィスノベルズ）
- 仮面のピカレスク（花本ロミオ、オヴィスノベルズ）
- アンバランス×サディスト（末吉ユミ、ラピス文庫）
- 騎士は午前0時に現れる（パンサー鈴木、ラピス文庫）

### イラスト集
- 『純情ロマンチカ★イラスト集』（角川書店、2008年6月2日初版発行）ISBN 978-4-04-854184-8
- 『純情ロマンチカ★イラスト集 EXTRA』（KADOKAWA、2015年7月1日初版発行）ISBN 978-4-04-103124-7
  - 『純情ロマンチカ (19) イラスト集付き限定版』より。
- 『世界一初恋★イラスト集 EXTRA』（KADOKAWA、2017年7月1日初版発行）ISBN 978-4-04-105785-8
  - 『世界一初恋 小野寺律の場合 (12) イラスト集付き限定版』より。